# 戒厳令 (1973年の映画)
『戒厳令』（かいげんれい）は、1973年公開の白黒の日本映画。二・二六事件により処刑された北一輝を軸にストーリーが展開する。

## キャスト
- 北一輝：三國連太郎
- 妻・すず：松村康世
- 兵士：三宅康夫
- 兵士の妻：倉野章子
- 西田税：菅野忠彦
- 岩佐：飯沼慧
- 上司：内藤武敏
- 傷痍軍人：今福正雄
- 朝日平吾：辻萬長
- 朝日平吾の姉：八木昌子

## スタッフ
- 監督：吉田喜重
- 製作：岡田茉莉子、上野昻志、葛井欣士郎
- 脚本：別役実
- 企画：吉田喜重、葛井欣士郎
- 撮影：長谷川元吉
- 音楽：一柳慧
- 特別演奏：観世栄夫、高橋悠治、小杉武久
- 美術：内藤昭
- 編集：岡芳材
- 録音：久保田幸雄
- スチル：小山田幸生